# Arrondissement Argentan
Argentan is een arrondissement van het Franse departement Orne in de regio Normandië. De onderprefectuur is Argentan.

## Kantons
Het arrondissement was tot 2014 samengesteld uit de volgende kantons:
- Kanton Argentan-Est
- Kanton Argentan-Ouest
- Kanton Athis-de-l'Orne
- Kanton Briouze
- Kanton Écouché
- Kanton Exmes
- Kanton La Ferté-Frênel
- Kanton Flers-Nord
- Kanton Flers-Sud
- Kanton Gacé
- Kanton Le Merlerault
- Kanton Messei
- Kanton Mortrée
- Kanton Putanges-Pont-Écrepin
- Kanton Tinchebray
- Kanton Trun
- Kanton Vimoutiers

De samenstelling werd gewijzigd door de herindeling van de kantons bij decreet van 25 februari 2014, met uitwerking op 22 maart 2015.[1] Het arrest van 20 december 2016 heeft de grenzen van de arrondissementen gewijzigd met uitwerking op 1 januari 2017.[2]
Sindsdien omvat het arrondissement volgende kantons:
- Kanton Argentan-1
- Kanton Argentan-2
- Kanton Athis-Val de Rouvre
- Kanton La Ferté Macé ( deel 9/15 )
- Kanton Flers-1  ( deel 1/13 )
- Kanton Flers-2
- Kanton Magny-le-Désert  ( deel 14/35 )
- Kanton Sées  ( deel 9/21 )